# Hypercompe scribonia
Hypercompe scribonia és una papallona nocturna de la subfamília Arctiinae i la família Erebidae.

## Distribució
Es distribueix per tot el sud d'Ontario i pel sud i l'est dels Estats Units des de Nova Anglaterra a Mèxic. El nom obsolet Ecpantheria scribonia segueix sent ocasionalment usat.
Aquesta espècie fa 76 mm d'envergadura alar. Les ales són de color blanc brillant amb un patró de taques negres ordenades, de les quals algunes estan buides. L'abdomen és de color blau fosc amb marques ataronjades. El mascle té una línia groga estreta en els costats. Les seves potes tenen bandes blanques i negres. Els adults són estrictament nocturns i generalment no volen abans del vespre.
L'eruga té una gruixuda capa de flocs de pèls negres amb franges de color vermell o taronja entre els seus segments, que es fan visibles quan l'eruga fa una bola com a defensa. Els seus pèls no són urticants i no solen causar irritació.

## Plantes nutrícies enregistrades
L'eruga menja una varietat de plantes de fulla ampla com plantatges, dents de lleó i violetes: 
- Bougainvillea
- Brassica
- Brugmansia
- Cannabis
- Cítric
- Euphorbia
- Helianthus
- Lonicera
- Magnolia
- Morus
- Musa
- Paulownia
- Persea
- Phytolacca
- Plantago
- Pyrostegia
- Ricinus
- Robinia
- Salix
- Syringa
- Taraxacum
- Viola
- Ocimum basilicum
- Lettuce

## Galeria

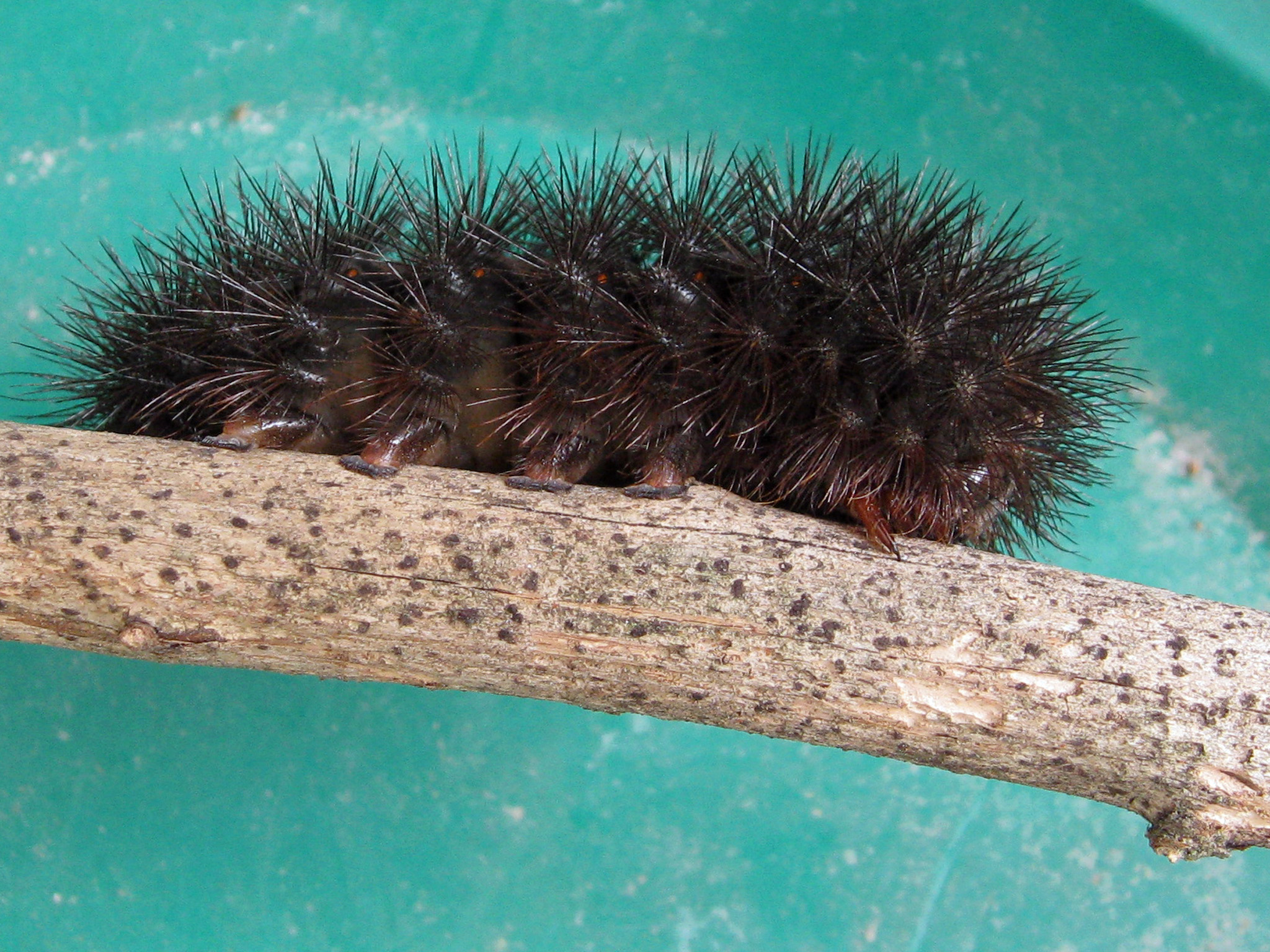
Larva
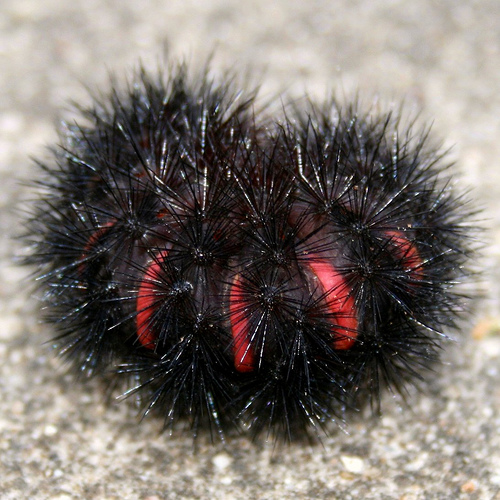
Larva en postura defensiva
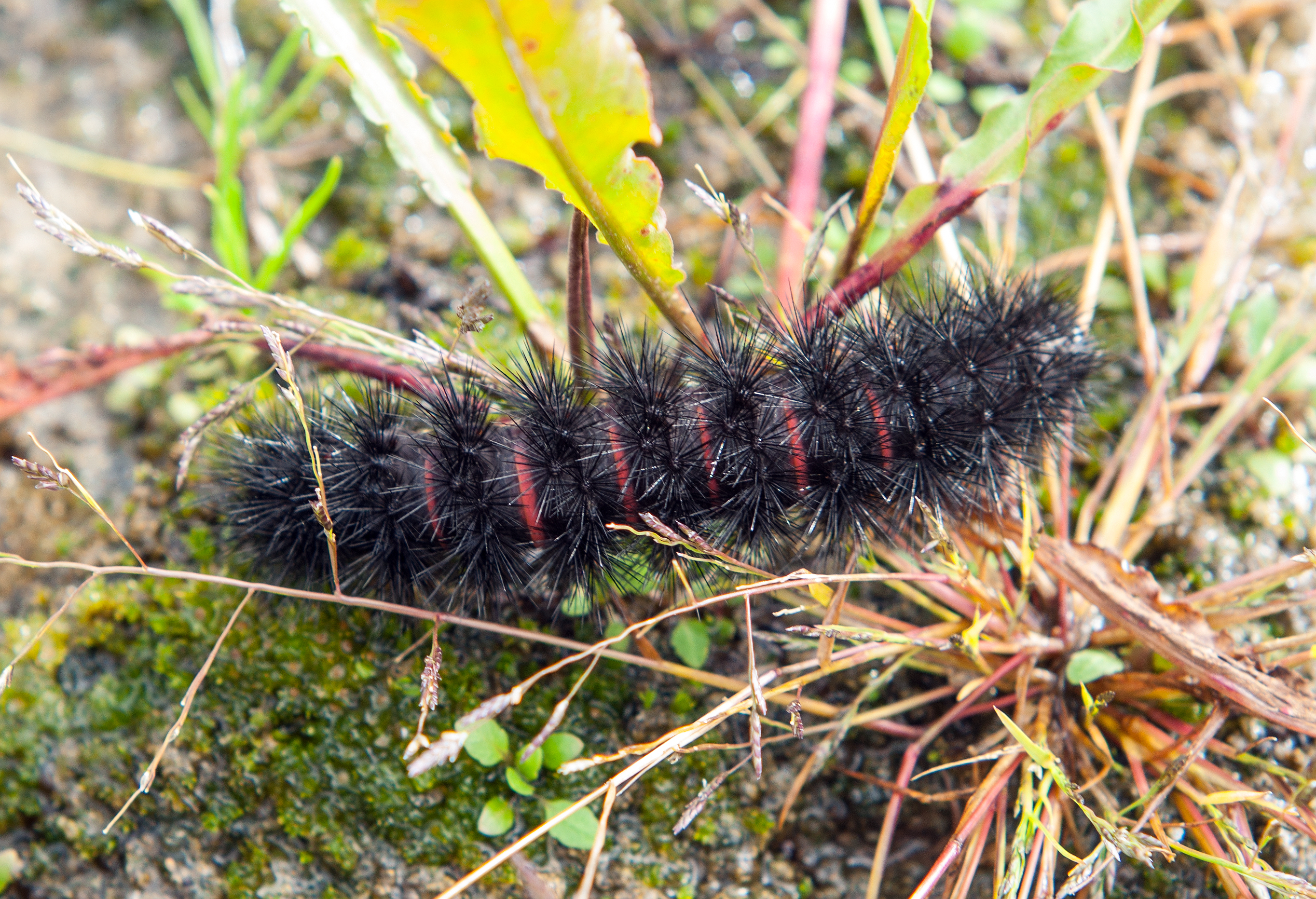
Eruga amb ratlles vermelles típiques
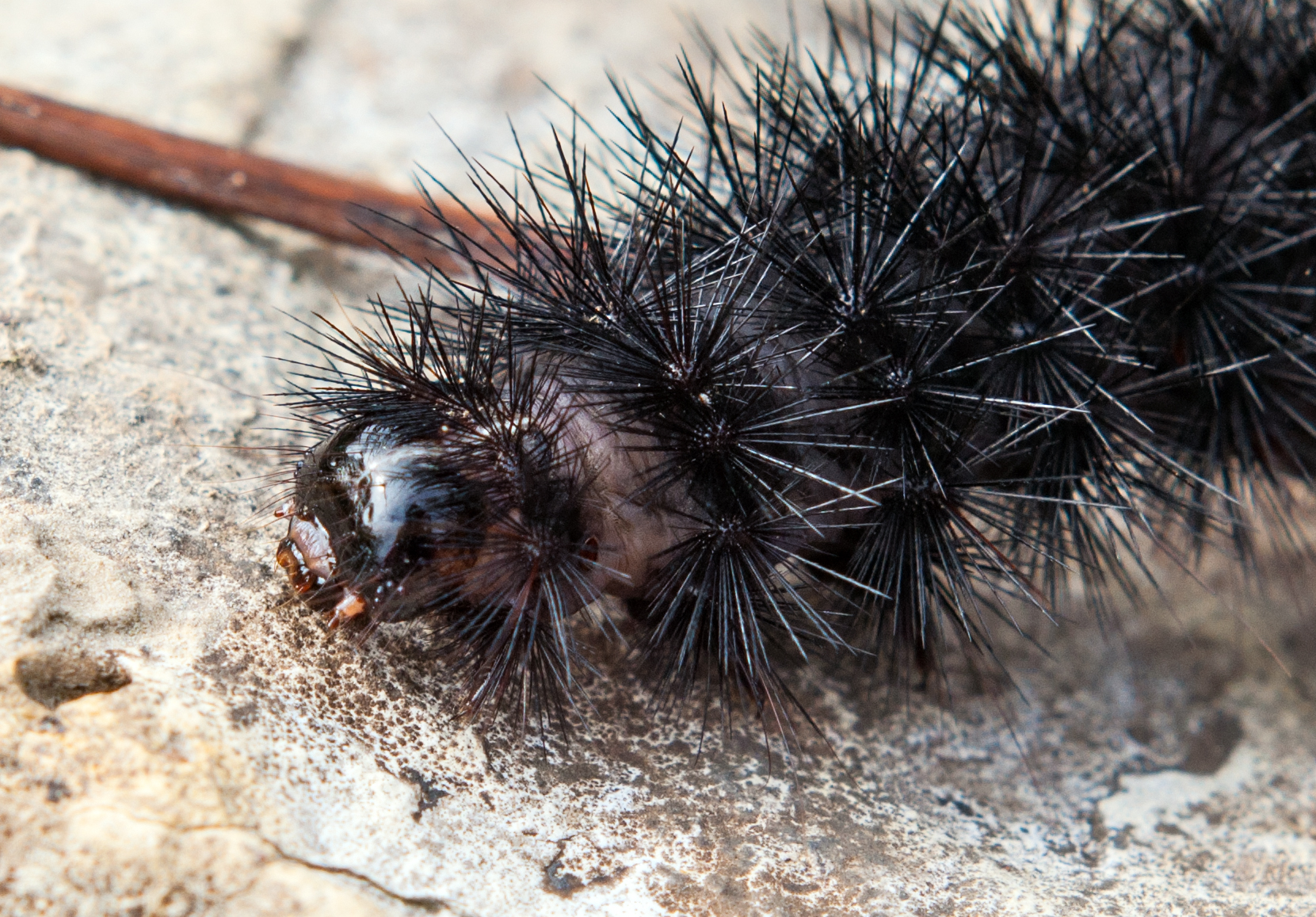
Cap d'una eruga
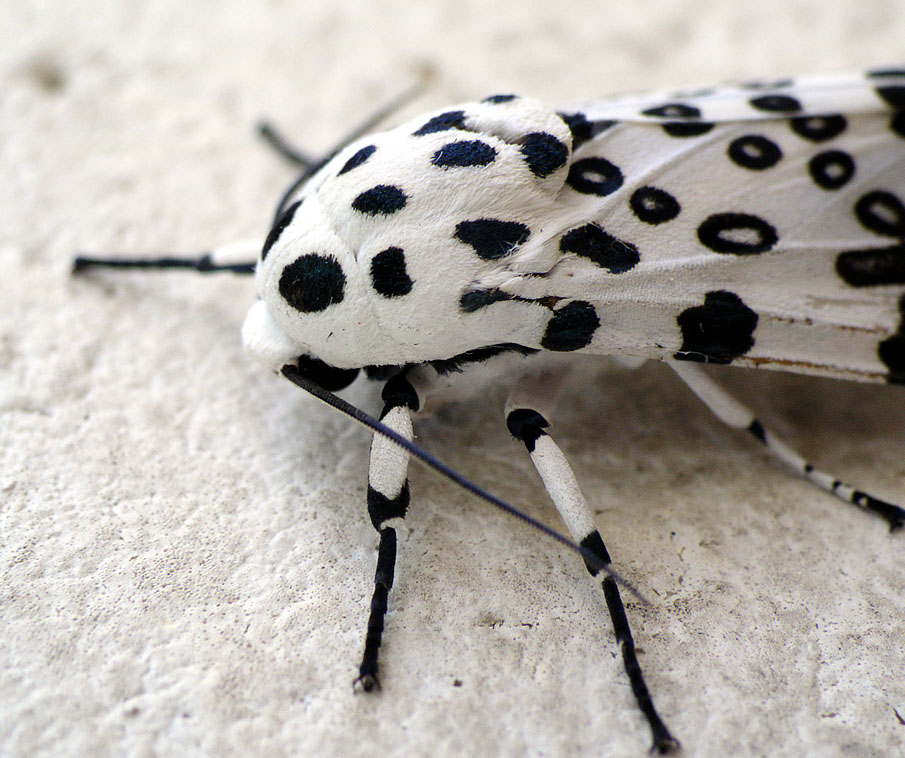
Detall cap i tòrax
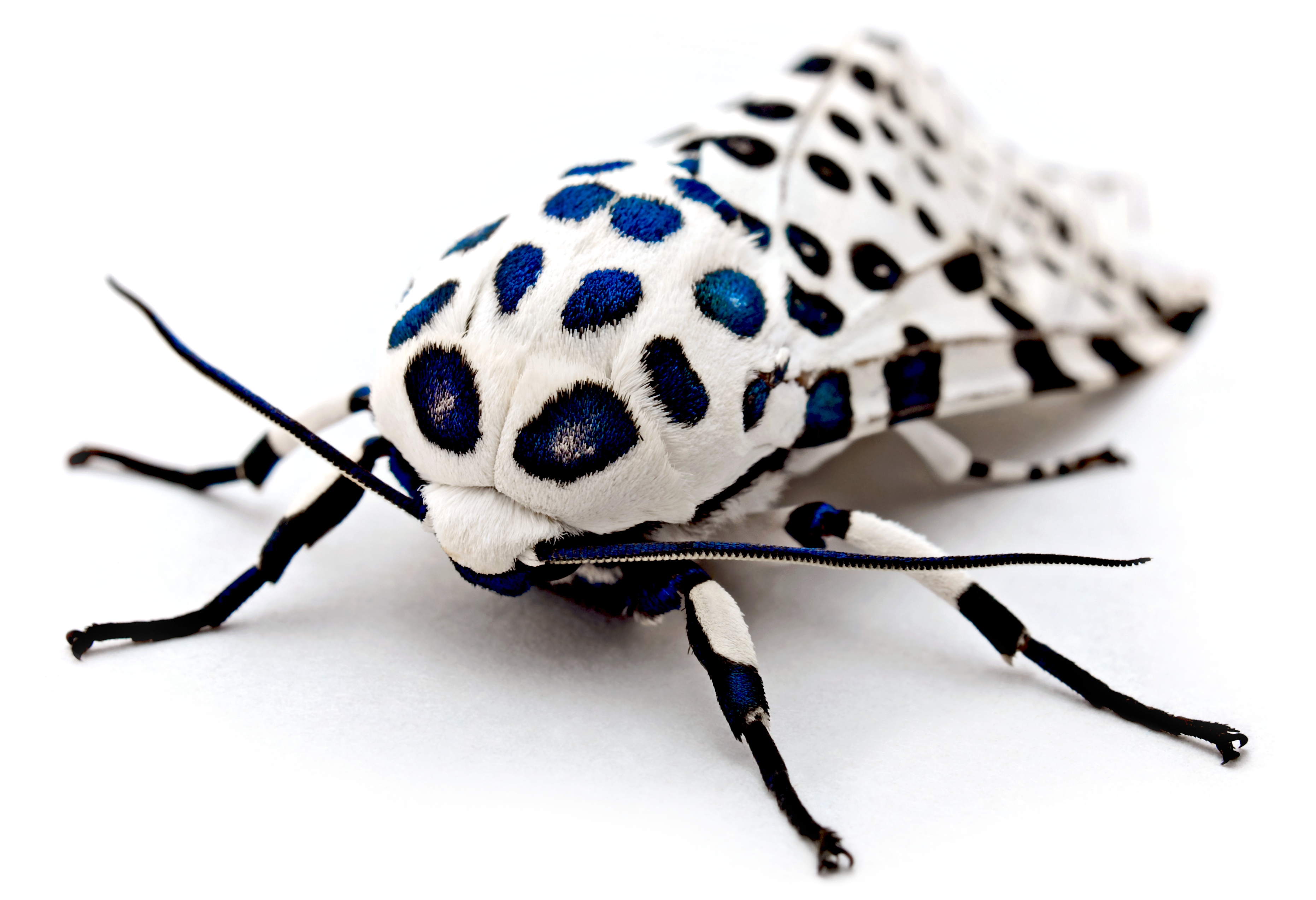
Detall taques blaves iridescents
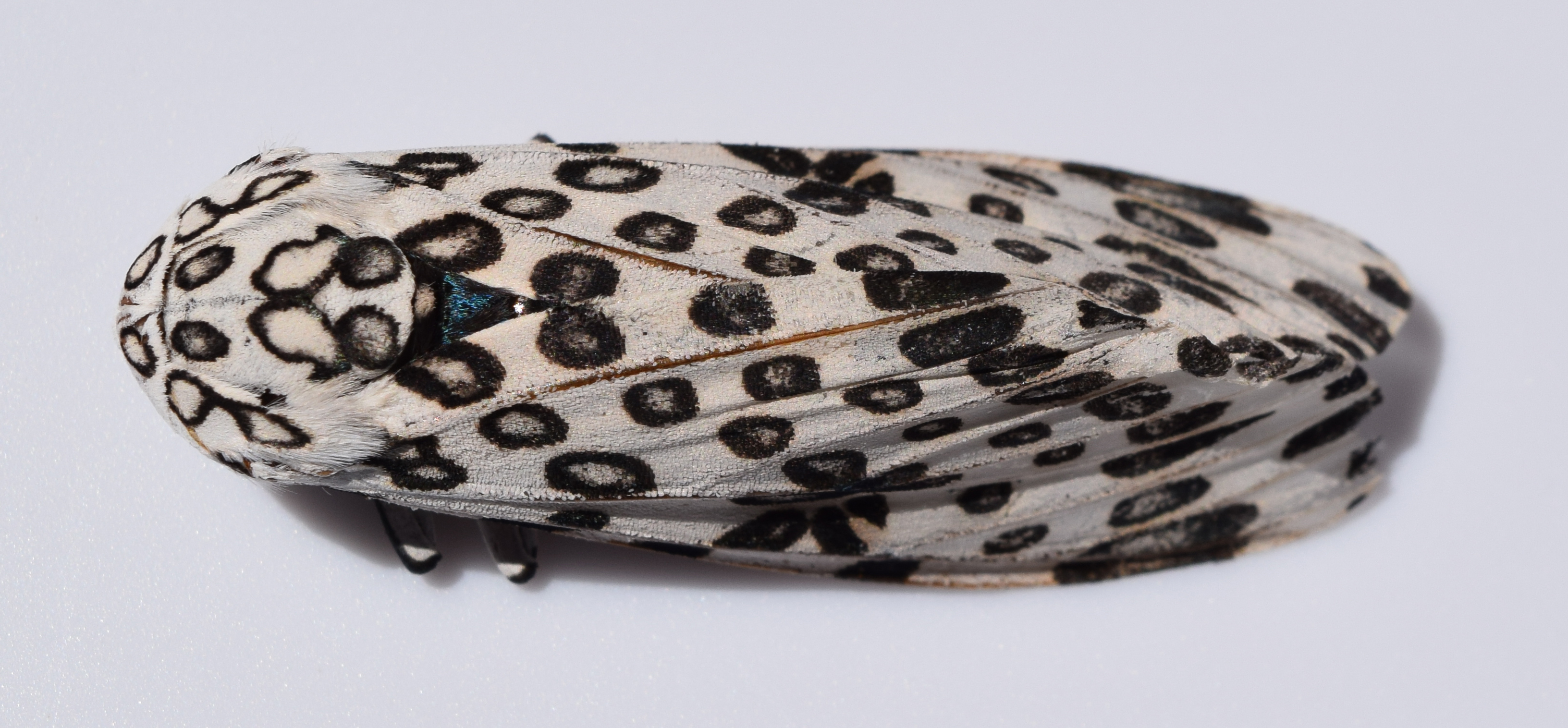
Vista dorsal
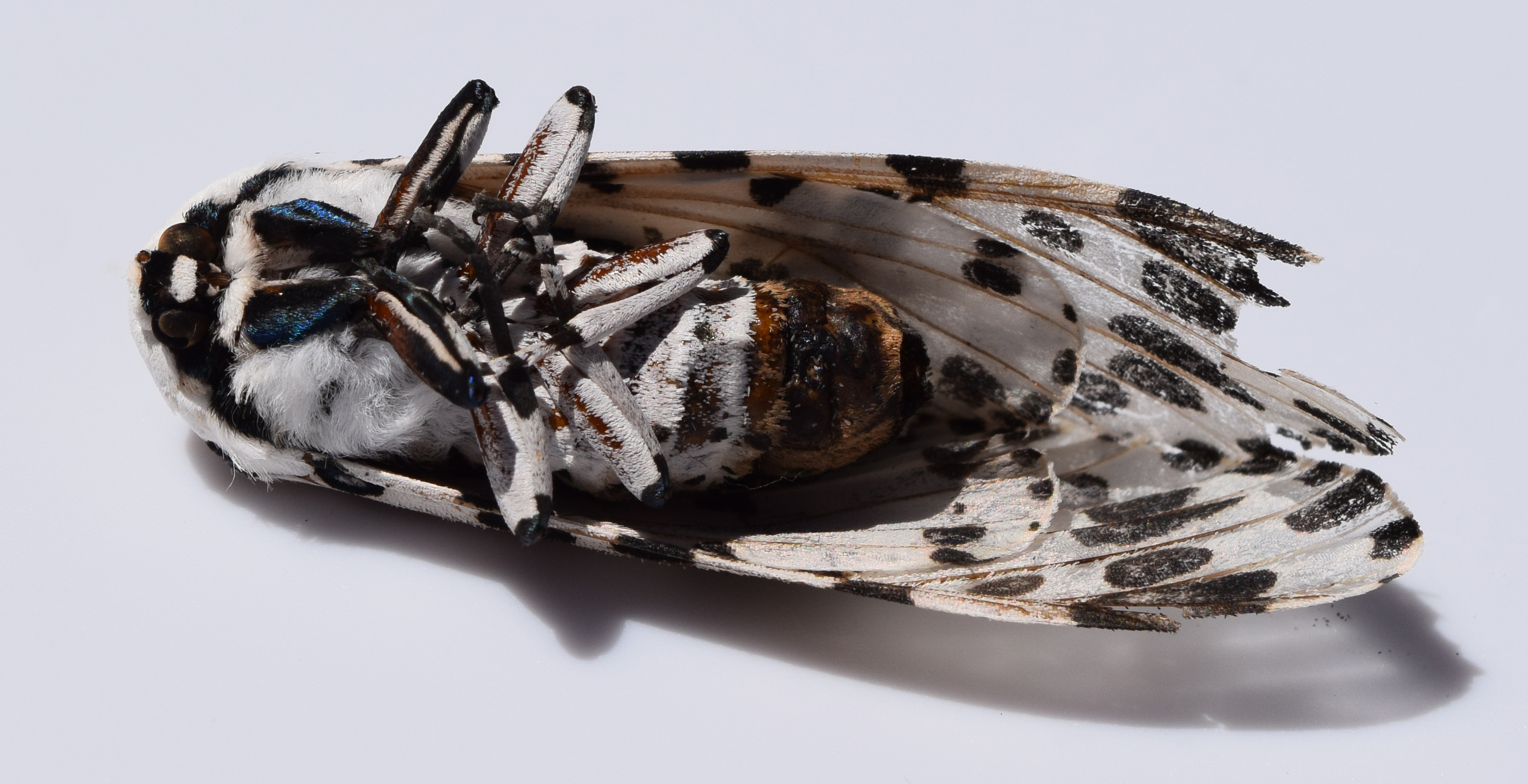
Vista ventral